# Cancilla
Cancilla là một chi ốc biển, là động vật thân mềm chân bụng sống ở biển trong họ Mitridae.

## Các loài
Các loài trong chi Cancilla gồm có:
- Cancilla aegra (Reeve, 1845)[2]
- Cancilla apprimapex Poppe, Tagaro & Salisbury, 2009[3]
- Cancilla armonica T. Cossignani & V. Cossignani, 2005
- Cancilla fibula Poppe, Tagaro & Salisbury, 2009[4]
- Cancilla isabella Swainson, 1831[5]
- Cancilla larranagai (Carcelles, 1947)[6]
- Cancilla meyeriana Salisbury, 1992[7]
- Cancilla praestantissima (Röding, 1758)[8]
- Cancilla scrobiculata (Brocchi,1814)[9]
- Cancilla turneri Poppe, Tagaro & Salisbury, 2009[10]
- Cancilla turtoni (Smith, 1890)[11]

Subgenus Cancilla (Domiporta) Cernohorsky, 1970
- Cancilla carnicolor (Reeve, 1844)[12]
- Cancilla citharoidea (Dohrn, 1862)[13]
- Cancilla filaris (Linnaeus, 1771)[14]
- Cancilla gloriola (Cernohorsky, 1970)[15]
- Cancilla granatina (Lamarck, 1811)[16]
- Cancilla rufilirata (Adams & Reeve, 1850)[17]
- Cancilla shikamai (Habe, 1980)[18]
- Cancilla sigillata (Azuma, 1965)[19]
- Cancilla strangei (Angas, 1867)[20]